# Macapo (Venezuela)
Pour les articles homonymes, voir Macapo.
Macapo est une ville de l'État de Cojedes au Venezuela, capitale de la paroisse civile de Macapo et chef-lieu de la municipalité de Lima Blanco.